# شهرستان خدیر
ناحیهٔ خدیر (به عربی: مدیریة خدیر) یک ناحیه در یمن است که در استان تعز واقع شده‌است.

## خصوصیات
ناحیهٔ خدیر ۴۹٬۸۳۲ نفر جمعیت دارد.